# ميل نهري

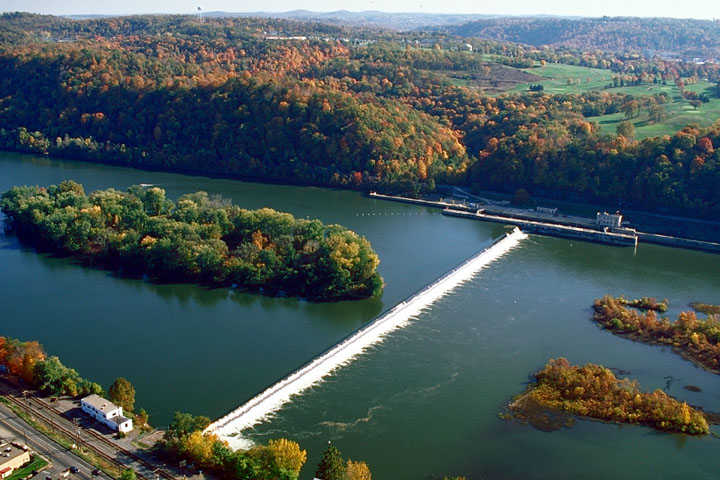
جزء من جزيرة فورتين مايل آيلاند (الأربعة عشر ميلاً) في نهر ألغني - سميت الجزيرة حسب بعدها عن مصب النهر بالأميال النهرية.

في الولايات المتحدة، يعد الميل النهري مقياسًا للمسافة بوحدة الأميال على امتداد نهر من المصب. وتبدأ أرقام الأميال النهرية بالصفر وتزداد مع اتجاه النهر. وتكون الوحدة المترية المقابلة باستخدام الكيلومترات هي الكيلومتر النهري. وهي توازي معلمات الأميال الخاصة بطريق المركبات، إلا أن الأميال النهرية نادرًا ما يتم تحديدها على النهر ذاته؛ ولكنها تتحدد على مخططات التنقل والخرائط الطبوغرافية بدلاً من ذلك. وأحيانًا يتم وصف العقارات المطلة على النهر قانونيًا بالأميال النهرية.
ولا يكون الميل النهري مساويًا لطول النهر، ولكنه وسيلة يمكن بها تحديد موقع أي معلم على النهر حسب بعده عن المصب، عند قياسه على امتداد النهر (أو القناة القابلة للملاحة التابعة له).
قد لا يكون الميل النهري صفرًا عند المصب بالتحديد. على سبيل المثال، يوجد الميل النهري رقم صفر في نهر ويلاميت (الذي يصب في نهر كولومبيا) عند طرف القناة القابلة للملاحة في كولومبيا، على بعد نحو 900 قدم (270 م) من المصب. وأيضًا، يقع الميل النهري رقم صفر لنهر ميسيسيبي السفلي عند رأس الممرات، حيث ينقسم نهر الميسيسيبي الرئيسي إلى ثلاثة أفرع رئيسية قبل التدفق إلى خليج المكسيك. يشار إلى الأميال باعتبارها AHP (مرتفعة عن رأس الممرات) أو BHP (منخفضة عن رأس الممرات).

## الاستخدامات
تستخدم الأميال النهرية بعدة طرق. ويسرد اتحاد بنسلفانيا، في فهرس بنسلفانيا للمجاري المائية، لعام 2001 كل المجاري المائية التي لها اسم، وكل المجاري المائية التي ليس لها اسم الموجودة في معلم جغرافي له اسم في الدولة، ويقدم منطقة حوض الصرف وإحداثيات المصب والميل النهري، والمسافة من مصب الرافد إلى مصب مجراه الرئيسي بالتحديد. وتسمى بعض الجزر حسب مسافة الميل النهري لها، على سبيل المثال نهر ألغني في بنسلفانيا به جزيرة الأميال الستة وجزيرة الأميال التسعة وجزيرة الاثنا عشر ميلاً وجزيرة الأربعة عشر ميلاً. (آخر جزيرتين من متنزه ولاية نهر ألغني، على الرغم من أن جزيرة الأربعة عشر ميلاً انقسمت إلى جزأين بواسطة سد).
تستخدم ولاية أوهايو «نظام الأميال النهرية لأوهايو»، وهو «طريقة للإشارة إلى المواقع على مجاري أوهايو المائية وأنهارها». بدأ ذلك بالقياس اليدوي على الخرائط الورقية بين عامي 1972 و1975، وتحول بعد ذلك إلى نسخة إلكترونية تعتمد على الكمبيوتر وتغطي الولاية الآن بخرائط 787 ميلاً نهريًا. يُشار إلى مواقع المرافق مثل مصانع معالجة مياه المجاري ومواقع قياس جودة المياه باستخدام الأميال النهرية. وتستخدم أوهايو أحد نظامين. أبسطهما هو اسم النهر والموقع بالأميال النهرية. وفي حالة الغموض، مثل أن يكون لأكثر من مجرى نفس الاسم، فإنه يستخدم مجموعة من سلاسل الأميال النهرية التي تشير إلى المسافة من المحيط، إما على امتداد نهر أوهايو (ونهر ميسيسيبي) أو عبر بحيرة إيري (وطريق القديس لورانس البحري).
ويستخدم سلاح المهندسين التابع لجيش الولايات المتحدة الأميال النهرية لخرائطه الملاحية.